# إدوارد شيبارد
إدوارد شيبارد (2 مارس 1891 ببرستل في المملكة المتحدة - 23 ديسمبر 1962) (بالإنجليزية: Edward Sheppard)‏ هو لاعب كريكت بريطاني (وحمل سابقاً جنسية المملكة المتحدة لبريطانيا العظمى وأيرلندا). لعب مع نادي مقاطعة غلوستر للكريكت ‏.

## وصلات خارجية
- إدوارد شيبارد على موقع إي آس بي آن كريك إنفو (الإنجليزية)